# 'Fadzilah Lubabul Bolkiah
'Fadzilah Lubabul Bolkiah (anche nota come Fad; Bandar Seri Begawan, 23 agosto 1985) è una principessa e giocatrice di netball bruneiana.

## Biografia

### Istruzione
La principessa 'Fadzilah (o Fadzila) è nata nel 1985 nella capitale bruneiana, Bandar Seri Begawan, quale terza figlia di Hassanal Bolkiah e di Mariam binti Abdul Aziz.
È stata educata alla Putera-Puteri School, alla Jerudong International School e ha frequentato a Londra l'Università di Kingston, dove si è laureata in relazioni internazionali nel 2008. Nel 2015 ha conseguito un Master in Business Administration presso l'Hult International Business School di Cambridge.

### Carriera sportiva
Ha debuttato come giocatrice di netball nel 2009, gareggiando negli Ivy League assieme alla sorella 'Azemah, durante il Setia Motors Netball Open Championship. Nel 2018 ricoprì il ruolo di wing attack nell'Asian Netball Championship.
Nel 2019 è stata premiata come Miglior Attaccante, avendo guidato alla vittoria la squadra dei Rocketeers contro il Royal Brunei Armed Forces Sports Council, nel President's Cup Netball Tournament tenutosi presso la Multi-Purpose Hall dell'Hassanal Bolkiah National Sports Complex.
Nel 2019 ha partecipato con la squadra nazionale di netball anche ai XXX Giochi del Sud-est asiatico, vincendo la medaglia di bronzo e ricevendo come riconoscimento un incentivo in denaro dal Governo.

### Matrimonio

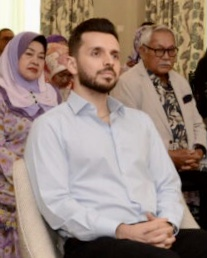
Abdullah Al-Hashimi nel 2022

Il 16 gennaio 2022 ha sposato alla Moschea Omar Ali Saifuddien l'ingegnere Abdullah Nabil Mahmoud Al-Hashimi, figlio del professore universitario Nabil Mahmoud Al-Hashimi. Le celebrazioni durarono fino al 25 gennaio e la cerimonia del matrimonio si tenne il 24 gennaio nell'Istana Nurul Iman.

### Altre attività
Ha sostenuto l'inaugurazione del Rimba Health Center, volto al miglioramento dell'assistenza sanitaria in Brunei. È appassionata anche di equitazione e polo. A lei è intitolata la Pengiran Anak Puteri Fadzilah Lubabul Bolkiah Religious School, situata nel villaggio di Kampong Kupang.

## Palmarès
- 1 medaglia:
  - 1 bronzo (netball a Filippine 2019)

## Titoli e trattamento
- 23 agosto 1985 - attuale: Sua Altezza Reale, la principessa 'Fadzillah del Brunei

## Ascendenza
|                           |     |                                             | Genitori                   |  |  | Nonni |  |  | Bisnonni                 |  |  | Trisnonni                     |  |
|                           |     |                                             |                            |  |  |       |  |  | Muhammad Jamalul Alam II |  |  | Hashim Jalilul Alam Aqamaddin |  |
|                           |     |                                             |                            |  |  |       |  |  | Muhammad Jamalul Alam II |  |  | Hashim Jalilul Alam Aqamaddin |  |
|                           |     | Pengiran Siti Fatima                        |                            |  |  |       |  |  | Muhammad Jamalul Alam II |  |  |                               |  |
| Omar Ali Saifuddien III   |     |                                             |                            |  |  |       |  |  | Muhammad Jamalul Alam II |  |  |                               |  |
|                           |     | Pengiran Anak Fatima                        | Pengiran Anak Saiful Rijal |  |  |       |  |  |                          |  |  |                               |  |
|                           |     | Pengiran Anak Fatima                        | Pengiran Anak Saiful Rijal |  |  |       |  |  |                          |  |  |                               |  |
|                           |     | Pengiran Anak Fatima                        | Pian Jamaliah              |  |  |       |  |  |                          |  |  |                               |  |
| Hassanal Bolkiah          |     | Pengiran Anak Fatima                        |                            |  |  |       |  |  |                          |  |  |                               |  |
|                           |     | Pengiran Anak Abdul Rahman                  | Pengiran Muda Besar Omar   |  |  |       |  |  |                          |  |  |                               |  |
|                           |     | Pengiran Anak Abdul Rahman                  | Pengiran Muda Besar Omar   |  |  |       |  |  |                          |  |  |                               |  |
|                           |     | Pengiran Anak Abdul Rahman                  | Pengiran Anak Siti Khadija |  |  |       |  |  |                          |  |  |                               |  |
| Pengiran Anak Damit       |     | Pengiran Anak Abdul Rahman                  |                            |  |  |       |  |  |                          |  |  |                               |  |
|                           |     | Pengiran Fatima                             | Radin Haji Hassan          |  |  |       |  |  |                          |  |  |                               |  |
|                           |     | Pengiran Fatima                             | Radin Haji Hassan          |  |  |       |  |  |                          |  |  |                               |  |
|                           |     | Pengiran Fatima                             | Hajah Zainab               |  |  |       |  |  |                          |  |  |                               |  |
| ’Fadzilah Lubabul Bolkiah |     | Pengiran Fatima                             |                            |  |  |       |  |  |                          |  |  |                               |  |
|                           | ... | ...                                         |                            |  |  |       |  |  |                          |  |  |                               |  |
|                           | ... | ...                                         |                            |  |  |       |  |  |                          |  |  |                               |  |
|                           | ... | ...                                         |                            |  |  |       |  |  |                          |  |  |                               |  |
| Abdul Aziz bin Abdullah   | ... |                                             |                            |  |  |       |  |  |                          |  |  |                               |  |
|                           |     | ...                                         | ...                        |  |  |       |  |  |                          |  |  |                               |  |
|                           |     | ...                                         | ...                        |  |  |       |  |  |                          |  |  |                               |  |
|                           |     | ...                                         | ...                        |  |  |       |  |  |                          |  |  |                               |  |
| Mariam binti Abdul Aziz   |     | ...                                         |                            |  |  |       |  |  |                          |  |  |                               |  |
|                           |     | Pengiran Muhammad Salleh bin Pengiran Munap | Pengiran Munap             |  |  |       |  |  |                          |  |  |                               |  |
|                           |     | Pengiran Muhammad Salleh bin Pengiran Munap | Pengiran Munap             |  |  |       |  |  |                          |  |  |                               |  |
|                           |     | Pengiran Muhammad Salleh bin Pengiran Munap | ...                        |  |  |       |  |  |                          |  |  |                               |  |
| Pengiran Rashida          |     | Pengiran Muhammad Salleh bin Pengiran Munap |                            |  |  |       |  |  |                          |  |  |                               |  |
|                           |     | ...                                         | ...                        |  |  |       |  |  |                          |  |  |                               |  |
|                           |     | ...                                         | ...                        |  |  |       |  |  |                          |  |  |                               |  |
|                           |     | ...                                         | ...                        |  |  |       |  |  |                          |  |  |                               |  |
|                           |     | ...                                         |                            |  |  |       |  |  |                          |  |  |                               |  |